# History (chaîne de télévision américaine)
Pour les articles homonymes, voir History.
Ne doit pas être confondu avec Histoire (chaîne de télévision) ou History (chaîne de télévision canadienne).
History (précédemment The History Channel) est une chaîne de télévision américaine spécialisée consacrée à l'histoire, créée le 1er janvier 1995 et appartenant au groupe A&E Television Networks.

## Histoire de la chaîne
History Channel est lancée le 1er janvier 1995, en partenariat avec British Sky Broadcasting, le 1er novembre 1995. Son format original était entièrement axé sur les séries historiques et les spéciaux.
Au cours des années 1990, History a été surnommé en plaisantant « la chaîne Hitler » en raison de ses nombreuses émissions sur la Seconde Guerre mondiale,. Depuis lors, une grande partie de sa programmation à thème militaire a été transférée vers son réseau sœur Military History.
S’ouvrant à de nouveaux sujets, History s'est intéressée par exemple en 1998 à des visites de monuments américains. En octobre, History et MSG Network se sont associés pour produire plusieurs programmes abrégés sur l’histoire du sport. A&E a lancé History International en tant que spin-off de History Channel en novembre 1998.
Le 16 février 2008, un nouveau logo est lancé sur le réseau américain dans le cadre d'un effort de rebranding. Bien que la marque « H » ait été conservée, la forme triangulaire sur la gauche fait office de bouton de lecture pour l'animation et les menus volants lors des publicités et des émissions. Le 20 mars 2008, dans le cadre de ce même effort de changement de marque, The History Channel a supprimé « The » et « Channel » de son nom pour devenir simplement « History ».
Les séries « Pawn Stars » et « Swamp People (en) », (cette deuxième série étant sur les chasseurs d'alligators en Louisiane), débutent respectivement en 2009 et 2010, donnant à la chaîne une poussée de croissance significative. Cet automne [2011], lorsque Michael Nathanson, analyste des médias chez Nomura Equity Research, a voulu cerner les tendances en matière d'écoute du câble, il a comparé la saison 2007-8 avec la saison 2010-11 et a découvert que History avait gagné plus de terrain que ses concurrents.
Les responsables d’History affirment que les gains d'audience ne sont pas dus à une seule émission mais à plusieurs, y compris des émissions spéciales historiques telles que "Gettysburg" et le “Vietnam ("Vietnam in HD" et des émissions de téléréalité.
« On s'est dit, il faut créer des rendez-vous pour fidéliser sur  notre télévision ». indique Nancy Dubuc, arrivée progressivement aux commandes de la programmation de la chaîne dans les années 2010. Un vieil épisode de « Modern Marvels » sur les chauffeurs de camion devient une série, « Ice Road Truckers », et établit des records d'audience,,.
"Ice Road Truckers" donne confiance à l'équipe d'History et envoie un signal aux téléspectateurs et aux producteurs potentiels que la chaîne est en train de se transformer et d’adopter un programme plus divertissant.
Appelée à sa création The History Channel, elle prend le nom de History en 2008.
En France, certains de ses programmes traduits sont diffusés sur la chaîne RMC Découverte.

### Séries originales
- Vikings (2013–2020)
- Gangland Undercover (2015–2016)
- Six (2017–2018)
- Knightfall (2017–2019)
- Projet Blue Book (Project Blue Book) (2019–2020)

### Mini-séries
- Clash of the Gods (TV series) (en) (2009)
- Hatfields and McCoys (3 épisodes, mai 2012)
- The Men Who Built America (en) (4 épisodes, octobre 2012)
- La Bible (The Bible) (10 épisodes, mars 2013)
- Bonnie and Clyde: Dead and Alive (avec Lifetime, 2 épisodes, décembre 2013)
- Houdini (2 épisodes, septembre 2014)[7]
- Sons of Liberty (3 épisodes, février 2015)[8]
- Texas Rising (en) (5 épisodes, mai-juin 2015)[9]
- Racines (4 épisodes, mai-juin 2016)[10]
- Barbarians Rising (en) (8 épisodes, juin 2016)[11]
- The Men Who Built America: Frontiersmen (en) (4 épisodes, mars 2018)
- Washington (en) (3 épisodes, 2020)
- Grant (en) (3 épisodes, 2020)
- The Titans That Built America (en) (3 épisodes, 2021)
- Abraham Lincoln (en) (3 épisodes, 2022)
- Theodore Roosevelt (en) (2 épisodes, 2022)

### Exemples d'émissions et de téléréalité
- UFO Files (en) (2004–2007)
- Les Mystères de l'Univers (The Universe) (2007–2015)
- Le Convoi de l'extrême (Ice Road Truckers) (2007–2017)
- Jurassic Fight Club (2008)
- Life After People (2008–2010)
- UFO Hunters (en) (2008-2009)
- Alien Theory (2009-2024)
- Rick restaure tout ! (American Restoration) (2010–2016)
- Top Gear USA (2010–2016)
- Seuls face à l'Alaska (Mountain Men) (depuis 2012)
- Chasseurs de bolides (Counting Cars) (2012–2021)
- Le Mystère d'Oak Island (The Curse of Oak Island) (depuis 2014)
- Le Mystère de l'or des confédérés (The Curse of Civil War Gold) (2018–2019)
- The UnXplained (en) (2019–2024) avec le présentateur William Shatner

## Controverses
History Channel fait, depuis ses origines, l'objet de controverses, et est souvent critiquée pour le manque de sérieux de ses reportages, qui privilégieraient les explications pseudoscientifiques et complotistes à des fins sensationnalistes, telle que la "théorie des anciens aliens", l'ufologie ou le magnétisme. Elle est également accusée de reprendre et dénaturer des documentaires afin de leur faire tenir un discours sans rapport avec leur sujet de départ, comme ça a été le cas pour le documentaire Suicide Forest réalisé par Vice, remonté ensuite pour illustrer des thèses ufologiques.
L'épisode A History Channel Thanksgiving de la série South Park tourne la chaîne et ses programmes en dérision, singeant la tendance de ses pseudo « experts » à affirmer que s'il n'est pas certain que des extraterrestres ne sont pas intervenus, alors cela reste une possibilité sérieuse.

## Chaînes dérivées

### H2
La chaîne américaine, lancée en 1996 sous le nom de History International, a changé de nom pour H2 en septembre 2011. Elle diffuse environ 200 heures de programmation originale ainsi que des rediffusions de documentaires diffusées sur History mais sans les émissions de téléréalité. Elle a changé de nom en février 2016 pour Viceland.

### Canada
Au Canada, la chaîne History Television a été lancée en 1997 et possédait son propre logo. C'est depuis le 12 août 2012 que la chaîne est devenue History et utilise le logo de la chaîne américaine. Une version canadienne de H2 a aussi été lancée.

## Identité visuelle

### Logos

Logo de History de 1995 à 2008
Logo de History de 2008 à 2015
Logo de History de 2015 à 2021
Logo de History depuis 2021

Le logo original de History Channel est utilisé du 1er janvier 1995 au 15 février 2008. Dans les premières années de la station, le fond rouge n'est pas là, et plus tard il est parfois apparu en bleu (dans les documentaires), vert clair (dans les biographies), violet (dans les sitcoms), jaune (dans les émissions de téléréalité) ou orange (autres) au lieu du rouge.